# Квітка Марко Євгенійович
MARKO KVITKA (Марко Квітка) (справжнє ім'я — Квітка Марко Євгенійович, нар. 12 жовтня 1995, Краматорськ, Донецька область, Україна) — український співак, виконавець і автор пісень. Фіналіст телевізійного шоу «Голос країни» (10 сезон), вокаліст «Танців з зірками», учасник всеукраїнського концертного туру Тіни Кароль. Його стиль поєднує елементи джазу, соулу, фанку та R’n’B, що робить виступи впізнаваними та емоційно насиченими.

## Життєпис
Марко Квітка народився 12 жовтня 1995 року в місті Краматорськ Донецької області. До 18 років жив у рідному місті, де здобув середню освіту та розпочав свої перші кроки у музиці.
В юності він відвідував місцеві культурні заходи, концерти, займався вокалом і активно цікавився сучасною та класичною музикою. Паралельно із музичними інтересами виявляв зацікавлення у природничих науках.
Після школи вступив до Харківського національного університету імені В. Н. Каразіна, де здобув освіту за спеціальністю інженер-еколог. Попри фахову освіту, музика залишалася головним покликанням.

### Освіта
- Харківський національний університет імені В. Н. Каразіна

## Кар’єра

### Перші кроки у творчості

Vlad Darwin & Marko Kvitka представили чуттєву пісню та кліп “березень квітень”

Ще під час навчання в університеті Марко почав виступати на аматорських концертах і фестивалях. Його сильний тембр голосу, сценічна харизма та емоційна подача швидко вирізняли його серед молодих виконавців.
У Харкові він приєднався до кількох музичних колективів, з якими виступав у клубах і на культурних подіях. Саме цей період став базою для розвитку його індивідуального стилю.

### «Голос країни»
Справжній прорив у кар’єрі Марка стався у 2020 році, коли він взяв участь у десятому сезоні шоу «Голос країни» на телеканалі 1+1. Його виступи викликали широкий резонанс серед глядачів завдяки потужному вокалу та емоційному виконанню.
Марко дійшов до фіналу шоу, що принесло йому загальноукраїнське визнання та популярність.

### «Танці з зірками»
Після успіху на «Голосі країни» співак став вокалістом шоу «Танці з зірками», де виконував пісні під час виступів учасників. Це дало йому змогу показати свою універсальність і працювати з різними музичними стилями на великій телевізійній сцені.

## Співпраця з артистами
У 2021 році Марко Квітка став учасником всеукраїнського туру Тіни Кароль, де виступав на одній сцені з відомою артисткою, що дало йому змогу здобути нових прихильників і закріпити свій статус на великій сцені. Окрім цього, співак активно бере участь у світських заходах та концертних програмах, де нерідко ділить сцену з провідними українськими виконавцями. Важливою частиною його творчої діяльності є також благодійність: Марка часто запрошують як артиста на доброчинні концерти й корпоративні події, де він підтримує ініціативи на користь суспільства та культури.

#### Працював з:
- Kola
- Laud
- Тіна Кароль
- Дмитро Монатик
- Влад Дарвін
- Tayanna

## Музичний стиль
Кожен виступ Марка Квітки — це поєднання джазу, соулу, фанку та R’n’B. Його характерні риси:
- оксамитовий та глибокий вокал, багаті імпровізації,
- щирість у подачі матеріалу,
- експериментальне поєднання академічних вокальних технік із сучасною поп естетикою.

Завдяки цьому артист має широку аудиторію серед прихильників різних музичних жанрів.

## Сингли
| Рік     | Назва                                                             | Альбом |
| Сольно  | Сольно                                                            | Сольно |
| ------- | ----------------------------------------------------------------- | ------ |
| 2022    | «По воді»                                                         |        |
| 2023    | «Мить»                                                            |        |
|         | «Мрія»                                                            |        |
|         | «Чумацький шлях»                                                  |        |
| 2024    | «березень квітень»                                                |        |
|         | «березень квітень - Instrumental Version»                         |        |
|         | «Назавжди»                                                        |        |
| 2025    | «Дихати»                                                          |        |
| Спільно |                                                                   |        |
| 2023    | «березень квітень - Acoustic Version» (MARKO KVITKA, Влад Дарвін) |        |
| 2023    | «НАЗАВЖДИ - REMIX» (MARKO KVITKA, Shtei)                          |        |

## Визнання та досягнення
- Фіналіст «Голос країни» (10 сезон, 2020).
- Вокаліст телевізійного шоу «Танці з зірками».
- Учасник всеукраїнського туру Тіни Кароль (2021).
- Постійний учасник культурних та світських заходів в Україні.

## Особисте життя
Про особисте життя Марка Квітки публічної інформації небагато, адже він надає перевагу зосередженості на творчій діяльності.